# Łeoniwka (rejon wyszogrodzki)
Łeoniwka (ukr. Леонівка) – wieś na Ukrainie, w obwodzie kijowskim, w rejonie wyszogrodzkim, w hromadzie Iwanków. W 2001 liczyła 174 mieszkańców, spośród których 169 wskazało jako ojczysty język ukraiński, 4 rosyjski, a 1 białoruski.